# Buda Entertainment & Gastro
A Buda Entertainment & Gastro az óbudai Új Udvar Bevásárlóközpont átalakításával született szórakoztató- és bevásárlóközpont.

## Története
A Budapest III. kerületében, Óbuda déli részén fekvő, a Bécsi út 38-44 cím alatt található Új Udvar Bevásárlóközpontot 1998-ban adták át, mint első generációs budai bevásárlóközpontot. Ez volt a Shikun & Binui R.E.D. első magyarországi fejlesztése. A 3 szintes ingatlan mintegy 12 ezer négyzetméternyi kiadó területet kínált. A 2000-es években a bevásárlóközpont mérete, kialakítása és kínálata miatt nem tudta tartani a versenyt az újabb és nagyobb plázákkal. 2006-ban a mozit is bezárták. Ez volt az első, nemzetközi multicég által üzemeltetett modern, többtermes (multiplex) filmszínház, amit nem eladtak, hanem bezártak.
2014. január 14-én jelentették be, hogy az ekkor már 50%-ban tulajdonos Plaza Centers és a még mindig 50% tulajdonrésszel rendelkező eredeti fejlesztő 4,7 millió euróért eladták az épületet. Mint később kiderült a Gozsdu-udvart is átépítő Arie Yom-Tov és az érdekkörébe tartozó vállalkozások vásárolták meg. Még ugyan ez év november 21-én adták át a bevásárlóközpont átalakításával megszületett Buda Entertainment & Gastro első részét, ahol Európában egyedülálló ágymozi, folklórterem, szórakozóhely és kézműves piac is nyílt. A hét minden napján nyitva tartó kézműves piacon 60 pult a termelők, 16 a ruhatervezők rendelkezésére áll. Itt kapott helyet a kontinens első, teljes mértékben ágyakkal berendezett, 3D-képes mozija, 35 kanapéval. A mozi mellett a Csodák Palotájának interaktív tudományos játéktere is helyet kapott.

## Megközelítési lehetőségek
- H5-ös HÉV, Szépvölgyi út megállóhely
- villamosok: 17-es, 19-es, 41-es, Kolosy tér megálló
- buszok: 9-es, 29-es, 111-es, 165-ös, 923-as, 934-es és 960-as, Kolosy tér megálló